# Calibro 35
I Calibro 35 sono un gruppo musicale strumentale italiano formatosi a Milano nel 2007. Il loro sound è ispirato alle colonne sonore dei film di genere italiani degli anni sessanta e settanta e spazia dal funk al rock, passando per il jazz.
La band ha all'attivo otto album in studio e la realizzazione di varie colonne sonore per film e serie TV.
Alcuni brani sono stati campionati da importanti artisti rap come Jay Z, Timbaland e Dr Dre.

## Storia

### Esordi, primo disco e prima colonna sonora
Calibro 35 nasce come progetto di studio nel luglio 2007 per riportare in vita il suono delle colonne sonore del cinema italiano degli anni sessanta e settanta. A farne parte cinque musicisti dell'emergente scena musicale indipendente italiana: Massimo Martellotta, Enrico Gabrielli, Fabio Rondanini, Luca Cavina, Tommaso Colliva.
Il primo disco, intitolato Calibro 35 contiene nuove versioni di colonne sonore da film italiani, tra i quali Indagine su un cittadino al di sopra di ogni sospetto, Milano calibro 9 e Italia a mano armata. A queste si aggiungono due brani scritti dalla band: Notte in Bovisa e La Polizia s'Incazza. Come gran parte della futura produzione dei Calibro 35, il disco è interamente strumentale con un'unica canzone cantata: L'appuntamento (originariamente di Ornella Vanoni) qui interpretata da Roberto Dell'Era.
Due concerti in Lussemburgo e ad Hasselt in Belgio nel gennaio 2008 inaugurano l’attività live del gruppo. La band prende parte nell’estate 2008 a numerosi festival italiani di natura trasversale come MiAmi, Jazz Re:Found e Ravenna Festival e l’uscita del disco sarà seguita da un club tour italiano.
L’etichetta italiana specializzata in colonne sonore Cinedelic pubblica il disco d’esordio in Ottobre.
L’anno si chiude con la registrazione presso gli studi Forum di Roma della prima colonna sonora originale della band, il lungometraggio italo-spagnolo Said, diretto da Joseph Lefevre.

### L'estero e il secondo disco
Nel febbraio 2009 Manuel Agnelli chiama Calibro 35 a partecipare alla compilation Il Paese è reale, che coinvolge vari esponenti della scena alternativa italiana, con il brano L’Uomo dagli occhi di ghiaccio.
La band suona per la prima volta negli USA, partecipando alla prima edizione di Hit Week a Los Angeles. Al termine dell’anno il MEI assegna alla band il premio Miglior Tour 2009.
L’espansione delle attività live internazionali continua negli anni successivi con la partecipazione a Eurosonic Festival 2010 a Groningen, CMJ Music Marathon 2010 a New York e al SXSW di Austin nel 2011.
Sul fronte cinematografico avvengono le prime sincronizzazioni di brani di Calibro 35 su pellicole d’oltreoceano (su tutte Convergere in Giambellino nei titoli di coda di R.E.D con Bruce Willis e John Malkovich) e le prime commesse di brani originali per colonne sonore come quella del documentario americano Eurocrime di Mike Malloy. Quest'ultimo ispirerà gran parte del secondo disco dei Calibro 35, intitolato Ritornano quelli di... Calibro 35 e pubblicato da Ghost Records per l’Italia e Nublu Records per gli Stati Uniti nel Febbraio 2010. Il seguente club tour, accompagnato dall’apertura del concerto dei Muse allo stadio San Siro di Milano, porta alla vittoria del premio KeepOn Live come Miglior Band 2010.
Anche sull’Italia si solidifica la relazione col mondo del cinema: Nel film di Michele Placido Vallanzasca - Gli angeli del male, i Calibro 35 compaiono in un cameo durante la scena iniziale e contribuiscono con un brano - Appuntamento al Contessa - alla colonna sonora originale. Il brano La polizia s'incazza è inserito nella colonna sonora di La banda del brasiliano di John Snellinberg mentre Come un romanzo fa parte della compilation ispirata dalla serie televisiva Romanzo criminale.

### Terzo disco e progetti speciali

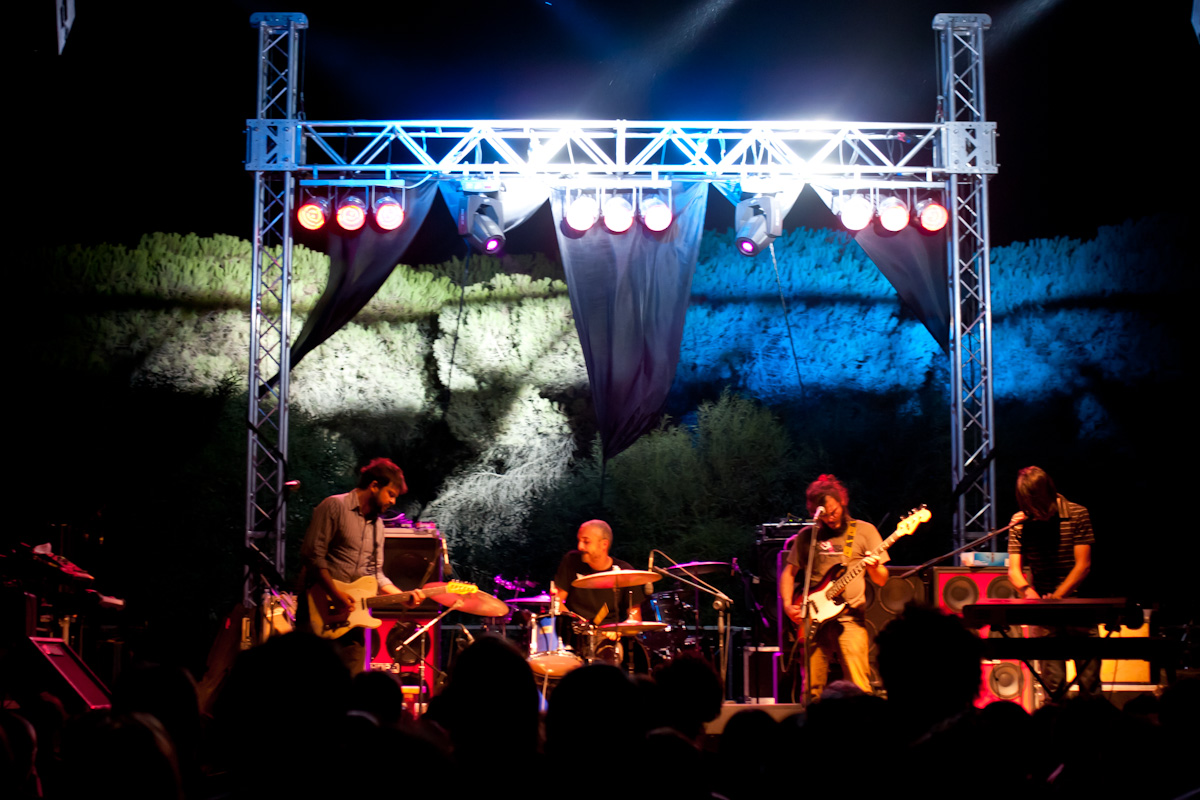
Il gruppo dal vivo a Catanzaro Lido nel 2011

Nel 2012 viene prodotto l'album Ogni riferimento a persone esistenti o a fatti realmente accaduti è puramente casuale pubblicato da Tannen Records in Italia, da Nublu negli Stati Uniti e da Rough Trade in Europa. L’album contiene dieci brani originali, un brano di Ennio Morricone e uno di Piero Piccioni.
Nell’autunno dello stesso portano al Teatro Dal Verme di Milano lo spettacolo Indagine sul Cinema Italiano del Brivido dedicato alle musiche di film gialli, thriller e horror all’italiana. In questa occasione la band sperimenta il primo ampliamento di formazione con l’aggiunta di fiati, archi, theremin e percussioni.
A Lucca Comics 2012 viene presentato l’EP Dalla Bovisa a Brooklyn, contenente vari brani registrati durante le sessioni di Ogni Riferimento… accompagnato da un fumetto scritto da Marco Philopat e illustrato da Gianfranco Enrietto.
In autunno il gruppo è anche band residente dello show televisivo su Rai Tre Il Volo in Diretta, condotto da Fabio Volo.

### Diversi utilizzi della musica di Calibro 35: Dal campionato, alla radio ai film
Con l’uscita del disco Traditori di Tutti ad Ottobre 2013, inizia una duratura collaborazione con Record Kicks. Il disco è il primo interamente composto da brani originali dei Calibro 35 ed è immaginato come colonna sonora libro omonimo di Giorgio Scerbanenco. I brani riprendono infatti, già a partire dai titoli, personaggi, ambientazioni e situazioni presenti nel romanzo. Il successivo tour porta la band in Europa e in Brasile, dove condividono il palco con Headhunters e Roy Ayers.
Il 2013 segna anche il primo incontro tra il mondo del rap e la musica dei Calibro 35. Picasso Baby di Jay Z e Summer of Sam dei Demigodz sono entrambi basati su sample tratti da dischi della band. Calibro 35 compare inoltre come featuring insieme a Noyz Narcos nel brano With Or Without It del producer italiano Fritz da Cat.
Il suono del gruppo raggiunge anche il mondo della radio. Notte in Bovisa diventa sigla di Radio 2 Live, e sia Isoradio nel 2013 che Radio RAI 1 nel 2014, commissionano library di musiche originali per i loro programmi alla band.
La colonna sonora del film Sogni di Gloria (2014), realizzata dal collettivo John Snellinberg, offre alla band la possibilità di confrontarsi per la prima volta con il genere commedia.
Nello stesso periodo Dr Dre campiona Ogni riferimento… per il brano One Shot One Kill, incluso nell’album Compton, mentre Child of Lov campiona Una Stanza Vuota per la sua One Day featuring Damon Albarn.

### Retromania:S.P.A.C.E.,Decade, Lesiman eSugar Rush
Il quinto disco della band S.P.A.C.E. e viene registrato nel marzo 2015 ai Toe Rag studios di Londra, studi completamente analogici noti per aver dato origine a brani come Seven Nation Army dei White Stripes. La metodologia di registrazione fa si che l’album abbia un suono fortemente retrò e offra una dipartita dal noir dei primi LP della band per avventurarsi all’interno di un immaginario sci-fi.
L’album viene pubblicato a Novembre dello stesso anno da Record Kicks  ed è seguito da un tour italiano ed europeo che porta la band - questa volta accompagnata dai fiati degli Ottone Pesante, a Parigi, Manchester, Barcellona, Madrid, Londra e a Manchester in occasione del Craig Charles Funk & Soul Party al band On The Wall.
Questo tour verrà immortalato nella registrazione della doppia data milanese pubblicata come album live da Record Kicks il 21 Ottobre 2016. L’album - dal titolo CLBR35 - Live from Space - aggiungerà la seconda posizione della classifica italiana degli album in vinile.
Proprio per la passione per i suoni vintage e retrò nel giugno 2017 Nic Cester (leader della band australiana JET) sceglie Calibro 35 come backing band del suo primo album solista - Sugar Rush - prodotto dal produttore inglese Jim Abbiss (Editors, Kasabian, Arctic Monkeys, Adele).
In concomitanza del concerto speciale dedicato al compositore italiano Paolo Renosto il 3 Dicembre 2017, Calibro 35 registra il disco High Tension vol. 35 che rende omaggio ad uno dei migliori autori di library music del paese.
Per festeggiare il primo decennale di attività, Calibro 35 decide di ripescare l'ampliamento di formazione già sperimentato su Indagine sul cinema del brivido nel 2012 per registrare l’album Decade, pubblicato da Record Kicks il 9 Febbraio 2018. La presenza di archi, fiati e percussioni incrementano il suono e offrono ai brani un suono "orchestrale" senza far perdere alla band la sua identità. L’immaginario grafico è quello appartenente all’architettura radicale italiana tra gli anni 60 e 70. La copertina del disco vince il premio Best Art Vinyl.
Il conseguente ritorno in tour vede la stessa formazione sui palchi italiani fino ad arrivare ad una partecipazione in prima serata al Primo Maggio a Roma, subito prima di Fat Boy Slim e ad essere gli headliner del Wired Next Fest di Milano. Sul fronte internazionale la band partecipa a festival in Portogallo, Spagna, Bulgaria e suona al Total Refreshment Center di Londra, culla della nuova scena jazz della città.

### Festival di Sanremo,Momentume la pandemia
Il 2019 vede la prima partecipazione di Calibro 35, in veste di ospiti, al Festival di Sanremo. Durante la serata del venerdì la band riarrangia il brano di Ghemon “Rose Viola” con la partecipazione di Diodato.
Momentum, pubblicato da Record Kicks nel gennaio 2020, è il settimo disco in studio della band e contiene due brani rappati: Stan Lee dal rapper americano Illa J e Black Moon dalla rapper inglese MEI. Il sopraggiungere della pandemia Covid 19 porta all’annullamento di un tour di venti date che avrebbero nuovamente portato la band in tutta Europa.
In seguito alla scomparsa di Ennio Morricone, Rai Radio Tre commissiona a Calibro 35 un concerto speciale in onore del maestro. Il concerto - dal titolo Passaggi nel tempo - si svolge in concomitanza di Materadio a Settembre 2020 nella splendida cornice dell’Arena del Sole e vede la partecipazione di Roy Paci ed Antonio Diodato.
Una seconda partecipazione a Sanremo, sempre in veste di ospiti, avviene nel 2021 quando la band accompagna il rapper milanese Rkomi durante un medley di brani di Vasco Rossi. La versione di Fegato spappolato verrà anche pubblicata nell’edizione deluxe del disco Taxi Driver.
L’EP Post-Momentum, pubblicato da Record Kicks nel giugno 2021 accentua ancora maggiormente del precedente Momentum le tematiche distopiche e contemporanee con titoli come Being a Robot Is Awesome, Artificial Black Moon, Digi-Tails.
Il progressivo miglioramento delle condizioni ambientali e la riapertura dei locali permette alla band di riprendere l’attività live nel corso dell’estate e dell’autunno. Durante il tour avviene l'incontro con Venerus che apre il concerto di Calibro 35 al Locus Festival. Il giorno seguente la band e il musicista milanese si recano in studio per incidere “Sei Acqua”.

### Blanca, Ennio Morricone, Jules Verne
L’anno si chiude con la messa in onda su Rai Uno della serie TV in 12 episodi Blanca, prodotta da Lux Vide per la regia di Jan Michielini con Maria Chiara Giannetta e Giuseppe Zeno. La colonna sonora della serie realizzata da Calibro 35 e offre l'intero panorama dei suoni della band spaziando dal retro funk all’elettronica senza disdegnare la musica da film contemporanea e la realizzazione di canzoni originali - ben sei in tutta la stagione. Serie e colonna sonora saranno acclamate da critica e stampa.

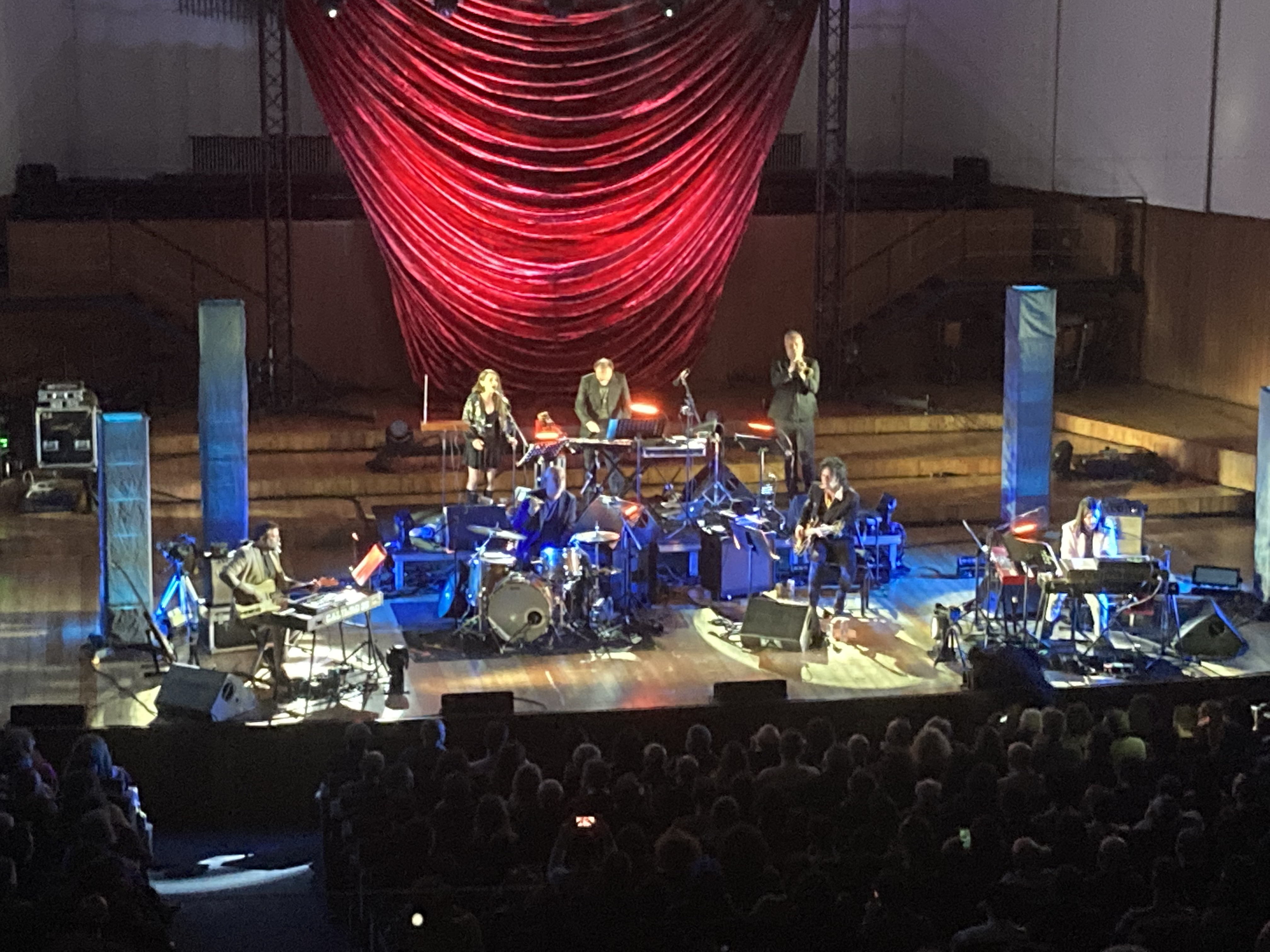
Il gruppo sul palco del Conservatorio di Musica Giuseppe Verdi di Milano durante la tournée Scacco al maestro

Scacco al Maestro è il progetto monografico che Calibro 35 dedica all’opera di Ennio Morricone pubblicando, nel corso del 2022, due album contenenti nuove versioni di brani del Maestro con la partecipazione di numerosi ospiti come Matthew Bellamy dei Muse, Joan As Police Woman, Alessandro Cortini, Elisa, Diodato e Roy Paci. Il tour del progetto che vede la band esibirsi assieme a Sebastiano De Gennaro, Paolo Raineri e Valeria Sturba culmina in un concerto all'auditorium Verdi del conservatorio di Milano immortalato dalla registrazione pubblicata da Universal Music nella cassetta Plays Morricone - Live. Durante il tour dissidi interni portano all’uscita dalla band del bassista Luca Cavina che verrà sostituito per i concerti di questo progetto da Roberto Dell’Era. Grazie al progetto Scacco al Maestro Calibro 35 vince i Rockol Awards come Artista dell’anno  e il premio speciale SIAE con la motivazione di "aver saputo rileggere con passione uno dei repertori più alti della nostra tradizione, ovvero quello del Maestro Ennio Morricone".
Il successivo album in studio Nouvelle Aventures viene registrato nel più antico studio di registrazione italiano, Auditorium 900 a Napoli, e per Calibro 35 segna il ritorno - dopo la colonna sonora di Blanca e il tributo a Morricone - alla musica originale. La band, con l’aggiunta del bassista Roberto Dragonetti, si riappropria delle atmosfere retrò che l’hanno caratterizzata per tanto tempo ed incide un disco dedicato ai viaggi immaginari di Jules Verne.
I fratelli Manetti decidono di affidare a Calibro 35 titoli di testa e titoli di coda di Diabolik - Chi sei?, ultimo episodio della trilogia dedicata al genio del crimine ideato da Angela e Luciana Giussani. La band realizza Ti chiami Diabolik con la partecipazione di Alan Sorrenti e L’odio e l’amore, scritta da Francesco Bianconi e cantata da Mike Patton.
Nel dicembre 2023 esce la seconda stagione di Blanca di cui la colonna sonora prodatta dai Calibro 35 contiene cinque canzoni cantate da Arya Delgado, Tahnee Rodriguez, MEI, Rahma Hafsi ed Elisa Giacomini.
In occasione di JazzMI 2024, festival del jazz di Milano, viene presentato Jazzploitation, EP pubblicato da Record Kicks il 18 Ottobre 2024, contenente la versione di Lunedì cinema insieme a Marco Castello.

## Formazione

### Attuale
- Enrico Gabrielli – tastiera, pianoforte, fiati, percussioni (2007-presente)
- Massimo Martellotta – chitarra, sintetizzatore (2007-presente)
- Fabio Rondanini – batteria (2007-presente)
- Tommaso Colliva – produzione (2007-presente)

### Turnisti
- Roberto Dragonetti – basso (2023-presente)

### Ex componenti
- Luca Cavina – basso (2007-2023)

## Discografia

### Album in studio
- 2008 – Calibro 35
- 2010 – Ritornano quelli di... Calibro 35
- 2012 – Ogni riferimento a persone esistenti o a fatti realmente accaduti è puramente casuale
- 2012 – Nero e immobile (con Cesare Basile)
- 2013 – Traditori di tutti
- 2015 – S.P.A.C.E.
- 2018 – Decade
- 2020 – Momentum
- 2022 – Scacco al Maestro - Volume 1
- 2022 – Scacco al Maestro - Volume 2
- 2023 – Nouvelles Aventures
- 2025 – Exploration

### Album dal vivo
- 2016 – CLBR 35 Live From S.P.A.C.E.
- 2019 – High Tension Vol. 35
- 2021 – Live In Bklyn
- 2023 – Plays Morricone - Live

### Raccolte
- 2010 – Rare

## Premi
- 2009 – Premio PIMI come Miglior Tour 2009
- 2010 – Premio KeepOn Live come Miglior Live Act 2010
- 2012 – Targa Musica da Bere
- 2018 – Best Art Vinyl
- 2022 – Rockol Awards "Artista dell’anno"
- 2022 – Premio speciale SIAE per "Scacco al Maestro"